# Стеценко, Александр Викторович
Алекса́ндр Ви́кторович Стеце́нко (укр. Олександр Вікторович Стеценко; род. 2 марта 1990, Киев) — украинский футболист, защитник.

## Игровая карьера
Футбольную карьеру начинал в киевском клубе «Отрадный», в 17-летнем возрасте присоединился к столичному «Динамо». В составе «динамовцев» выступал за дублирующий состав, вторую и третью команды, однако из-за конкуренции в главной команде не провел в её составе ни одного официального матча. Летом 2008 года перешёл в харьковский «Металлист», гда также выступал исключительно за дублирующий состав. Летом 2010 года вернулся в Киев, где подписал контракт «Арсеналом». За «канониров» как и в Харькове выступал только за дублирующий состав.
В феврале 2012 года заключил договор с «Севастополем». Однако уже летом 2012 года усилил второлиговую «Десну». Стеценко отыграл 23 матча и помог команде выйти в первую лигу. Летом 2014 года перешёл в МФК «Николаев». 20 сентября 2014 года Александр отметился дебютным голом в победном (3:2) выездном поединке против криворожского «Горняка». В январе 2015 года подписал контракт с ФК «Полтава», где выступал в течение полугода. Летом 2016 года стал игроком «Авангарда» (Краматорск), в начале 2017 года покинул команду. 14 марта 2017 года стал игроком «Сум».
6 августа 2017 года выехал из Украины и подписал контракт с душанбинским «Истиклолом», с которым становился чемпионом Таджикистана. 13 июля 2018 года перешёл в казахский клуб «Кызыл-Жар».
5 февраля 2019 года заключил соглашение с израильским клубом «Бней Сахнин». В элитном дивизионе израильского футбола сыграл 5 матчей. По итогам сезона «Бней Сахнин» покинул премьер-лигу.